# Pilibanga
Pilibanga (o Pilibangan) è una suddivisione dell'India, classificata come municipality, di 33.607 abitanti, situata nel distretto di Hanumangarh, nello stato federato del Rajasthan. In base al numero di abitanti la città rientra nella classe III (da 20.000 a 49.999 persone).

## Geografia fisica
La città è situata a 29° 26' 60 N e 74° 4' 60 E e ha un'altitudine di 172 m s.l.m..

## Società

### Evoluzione demografica
Al censimento del 2001 la popolazione di Pilibanga assommava a 33.607 persone, delle quali 17.896 maschi e 15.711 femmine. I bambini di età inferiore o uguale ai sei anni assommavano a 5.209, dei quali 2.808 maschi e 2.401 femmine. Infine, coloro che erano in grado di saper almeno leggere e scrivere erano 19.359, dei quali 11.771 maschi e 7.588 femmine.